# 楊聯陞
楊聯陞（1914年7月26日—1990年11月16日），字蓮生，原籍浙江紹興，河北清苑（今屬保定市清苑區）人，為國際知名漢學家，哈佛大學榮譽教授、中央研究院院士。

## 生平
1933年，同時考入清華大學經濟系和北京大學中文系，從家長願，入清華大學經濟系，治中國經濟史。1937年畢業於清華大學經濟系，陳寅恪指導完成畢業論文《租庸調到兩稅法》，1940年赴美就讀哈佛大學，跟隨賈德納博士從事研究，1942年獲哈佛大學碩士學位，曾协助赵元任在哈佛大学开办陆军特别训练班教中文。1946年完成博士論文《晉書·食貨志譯注》，獲博士學位。1952年出版《中國的貨幣與信用》。

## 經歷
- 1947年任哈佛遠東語文學系（後改稱為東亞語言文化系）副教授
- 1958年任教授
- 1959年獲選第三屆中央研究院（人文及社會科學組）院士[3][4]
- 1965年哈佛燕京中國史講座教授
- 1980年在哈佛大學以名譽教授退休[5]

## 生活及評價
楊聯陞與胡適有深厚交情，互相唱和，終身以師禮尊之，在季羨林看來，楊聯陞的成就高於周一良。
一九五九年杨联陞和凌纯声、刘大中同時当选为中研院人文组的院士，這與胡適的提拔不無關連。胡適預立遺囑時，指定楊為其英文著作的整理人。
楊聯陞以學術批評的嚴厲著稱，在美國學界有“漢學警察”之稱，而余英時是他的學生。周一良说杨联陞：“处世为人也同样宽厚公正，喜抱不平”。
早年住在剑桥圣门里一号，1977年以后定居美國麻州阿靈頓。
1985年之後，患有抑郁症。1990年11月16日於阿靈頓寓所安眠中去世。著有《國史探微》、《論學談詩二十年：胡適楊聯陞往來書札》。